# Rikako Kobayashi
Rikako Kobayashi (小林 里歌子, Kobayashi Rikako, Hyogo, 21 juli 1997) is een Japans voetbalster die als aanvaller speelt bij Nippon TV Beleza.

## Clubcarrière
Kobayashi begon haar carrière in 2016 bij Nippon TV Beleza. Met deze club werd zij in 2016, 2017, 2018 en 2019 kampioen van Japan.

## Interlandcarrière
Kobayashi nam met het Japans nationale elftal O17 deel aan het WK onder 17 in 2014. Japan behaalde goud op het wereldkampioenschap.
Kobayashi maakte op 27 februari 2019 haar debuut in het Japans vrouwenvoetbalelftal tijdens een wedstrijd om de SheBelieves Cup tegen Verenigde Staten van Amerika. Zij nam met het Japans elftal deel aan het WK 2019. Ze heeft 12 interlands voor het Japanse elftal gespeeld en scoorde daarin 4 keer.

## Statistieken
| Japans vrouwenvoetbalelftal | Japans vrouwenvoetbalelftal | Japans vrouwenvoetbalelftal |
| Jaar                        | Wed.                        | Dlp.                        |
| --------------------------- | --------------------------- | --------------------------- |
| 2019                        | 12                          | 4                           |
| Totaal                      | 12                          | 4                           |